# دايفيد باري
دايفيد باري (بالإنجليزية: David Barry)‏ هو ممثل بريطاني، ولد في 30 أبريل 1943 في المملكة المتحدة.

## وصلات خارجية
- دايفيد باري على موقع IMDb (الإنجليزية)
- دايفيد باري على موقع قاعدة بيانات الفيلم (الإنجليزية)